# Milska Venera
Afrodita s Mela (grčki: Αφροδίτη της Μήλου, Aphroditē tēs Mēlou), poznatija kao Milska Venera, je jedno od najpoznatijih umjetničkih djela. Smatra se kako predstavlja grčku boginju ljubavi i ljepote Afroditu (Venera, prema rimskoj mitologiji). Ime je dobila prema otoku Milu, u otočju Cikladi, Egejsko more, Grčka, gdje ju je 1820. godine pronašao mještanin Yorgos Kentrotas. Kupio ju je francuski veleposlanik u Istanbulu 1821. godine, u vrijeme kada je Grčka bila pod osmanskom vlašću. Francuski kralj Luj XVIII. ju je donirao muzeju Louvre u Parizu gdje se danas drži jednim od najvrjednijih izložaka.
Isklesana je iz mramora, u veličini nešto većoj od naravne (203 cm), između 130. i 100. godine pr. Kr. Ruke, nakit i izvorno postolje izgubljeni su poslije otkrića. Prema natpisu na postolju, čije su skice i prijepisi natpisa sačuvani, Milsku Veneru je izradio Aleksandar iz Antiohije, iako se prvobitno djelo pripisivalo Praksitelu, ili njegovoj školi. Vijugava figura i moderna draperija daju joj dojam uzvišenosti. Nekada se pretpostavljalo da je u rukama držala dijete, krunu, štit, koplje, jabuku (milos na grčkom jeziku znači „jabuka”), ili zrcalo u kojemu se divila svom odrazu, a u novije vrijeme - vreteno i konac. Vjerojatno je prvobitno nosila metalni nakit, narukvice, naušnice i traku na glavi, od kojih su ostale samo zaglavne rupe za njih.
Milska Venera je snažno utjecala na umjetnike od antike do renesanse, ali i na moderne umjetnike kao što je Salvador Dali (Milska Venera s ladicama).

## Poveznice
- Kiparstvo stare Grčke

## Vanjske poveznice
- Musée du Louvre, službene stranice Milonske Venere, arhivirano (engl.)
- Vénus de Milo  Arhivirana inačica izvorne stranice od 29. travnja 2014. (Wayback Machine), neslužbene stranice